# Municipio de Altona
El municipio de Altona (en inglés: Altona Township) es un municipio ubicado en el condado de Pipestone en el estado estadounidense de Minnesota. En el año 2010 tenía una población de 153 habitantes y una densidad poblacional de 1,37 personas por km².

## Geografía
El municipio de Altona se encuentra ubicado en las coordenadas 44°8′52″N 96°23′13″O / 44.14778, -96.38694. Según la Oficina del Censo de los Estados Unidos, el municipio tiene una superficie total de 111.48 km², de la cual 111,36 km² corresponden a tierra firme y (0,11 %) 0,12 km² es agua.

## Demografía
Según el censo de 2010, había 153 personas residiendo en el municipio de Altona. La densidad de población era de 1,37 hab./km². De los 153 habitantes, el municipio de Altona estaba compuesto por el 100 % blancos. Del total de la población el 0,65 % eran hispanos o latinos de cualquier raza.